# أمل الباشا
أمل الباشا (مواليد 19 نوفمبر 1962) ناشطة حقوقية في مجال حقوق الإنسان وحقوق المرأة والطفل في اليمن ورئيسة منتدى الشقائق العربي لحقوق الإنسان منذ العام 2001، ومستشارة إقليمية للتحالف الدولي للمحكمة الجنائية الدولية في الشرق الأوسط وشمال أفريقيا. أرملة أحمد طربوش سعيد.
حصلت على دبلوم حول البحوث التطبيقية ودراسات النساء من مركز دراسات المرأة والبحوث بقسم الدراسات العليا بجامعة صنعاء، ومن ثم الماجستير في تنمية النوع الاجتماعي من معهد الدراسات التنموية (ids) في جامعة ساسكس في إنجلترا. وتحصلت على البكالوريوس في العلوم السياسية والاقتصاد ووسائل الاتصال من الجامعة الأمريكية في القاهرة.
تم اختيارها أثناء الدورة الرابعة للحركة العالمية للديمقراطية التي عقدت بإسطنبول، تركيا في أبريل 2006 كمنسقة الشبكة العالمية النسائية للديمقراطية لمنطقة الشرق الأوسط وشمال أفريقيا.
تعرضت لعدد من المضايقات منها محاولة تخريب في فرامل سيارتها الخاصة في 2009. كذلك تمت محاولة سكب مادة سائلة على وجهها من قبل أحد الأشخاص. كما تعرضت لحملة تشويه وصفت عبر المعهد الدولي لتضامن النساء من الأردن ب«محاولة لفرض الرأي عبر الإرهاب الفكري ومصادرة حرية الرأي والتعبير» من إحدى الصحف اليمنية.

## المناصب
صدر قرار جمهوري بتاريخ 30 يوليو 2012 بتعيينها ضمن أعضاء اللجنة الفنية للاعداد والتحضير لمؤتمر الحوار الوطني في اليمن.

## الإصدارات
- إعداد التقرير القطري حول المواطنة والعدالة لمسح «بيت الحرية» حول حقوق النساء في الشرق الأوسط وشمال إفريقيا 2005م، واشنطن- الولايات المتحدة.
- إعداد التقرير الإقليمي لتقرير الظل الدولي لمنظمة المرأة والبيئة والتنمية 2005م، نيويورك- ا لولايات المتحدة.
- محررة لعدد من الدراسات الخاصة بحقوق الإنسان الصادرة عن منتدى الشقائق العربي لحقوق الإنسان (1999م-2006م).[8]

## وصلات خارجية
- منتدى الشقائق العربي لحقوق الإنسان